# Breanne Graham
Breanne Leigh Graham (ur. 10 kwietnia 1981) – kanadyjska zapaśniczka walcząca w stylu wolnym. Zajęła jedenaste miejsce na mistrzostwach świata w 2015. Srebrna medalistka mistrzostw panamerykańskich w 2015 i 2018 i brązowa w 2016. Druga na akademickich MŚ w 2006 i trzecia w 2004. Zdobyła brązowy medal na uniwersjadzie w 2005. Druga w Pucharze Świata w 2006 i trzecia w 2003. Trzecia na MŚ juniorów w 1998 i 2001 roku. Zawodniczka Uniwersytetu Calgary.